# Врбовський потік
Врбовський потік (словац. Vrbovský potok) — річка в Словаччині, права притока Попраду, протікає в окрузі Кежмарок.
Довжина — приблизно 11-15.7 км. Витік знаходиться в масиві Високі Татри на висоті близько 735 метрів — (Підтатранська улоговина — частина Врбовські пагорби). Протікає територією сіл Врбов і Абрагамовце. Впадає Жаковський потік. На річці облаштовані Врбовські рибники; в нижній течії — водосховище Жаковце.
Впадає в Попрад на висоті приблизно 620 метрів.